# Teresa Font
Pour les articles homonymes, voir Font.
Teresa Font Guiteras, née le 30 mars 1956 à Gallifa, en Catalogne, est une personnalité du cinéma espagnol.
Monteuse de nombreux films au succès international, elle a notamment travaillé avec les réalisateurs Imanol Uribe, Vicente Aranda, Álex de la Iglesia, Helena Taberna et Pedro Almodóvar.

## Biographie
Étudiante à l'université de Barcelone en philologie anglaise, Teresa Font a toujours voulu travailler dans le cinéma. Elle s'installe pour cela à Londres dans sa jeunesse pour entrer dans les écoles de cinéma, puis revient à Barcelone pour travailler dans plusieurs productions cinématographiques. On lui propose des missions de scripte et de monteuse, dont elle fait sa spécialité.
Connue pour ses positions féministes, elle prend en charge le montage du documentaire collectif Yo decido. El tren de la libertad (littéralement en français : Je décide. Le train de la liberté), auquel participent notamment Icíar Bollaín, Isabel Coixet, Ángeles González-Sinde et Esther García. Le film, sorti en 2014, évoque le Train de la Liberté, initiative féministe contre la réforme du droit à l'avortement présentée par le ministre Alberto Ruíz-Gallardón et le parti Populaire.

## Vie privée
Elle a été mariée au réalisateur Vicente Aranda.

## Récompenses
- 1995 et 2020 : Prix Goya du meilleur montage

- 2022 :  Médaille d'or du mérite des beaux-arts du ministère de la culture espagnol[6]

## Filmographie
- 1984 : À coups de crosse de Vicente Aranda
- 1986 : Tiempo de silencio de Vicente Aranda
- 1987 : El Lute, marche ou crève de Vicente Aranda
- 1988 : Demain, je serai libre de Vicente Aranda
- 1988 : Berlín Blues de Ricardo Franco
- 1989 : Si te dicen que caí de Vicente Aranda
- 1990 : La Lune noire d'Imanol Uribe
- 1992 : Jambon, Jambon de Bigas Luna
- 1993 : Intruso de Vicenta Aranda
- 1993 : El amante bilingüe de Vicente Aranda
- 1995 : Le Jour de la bête d'Álex de la Iglesia
- 1996 : Bwana d'Imanol Uribe
- 1997 : La mirada del otro de Vicente Aranda
- 1997 : Perdita Durango d'Álex de la Iglesia
- 2000 : Plenilunio d'Imanol Uribe
- 2002 : El viaje de Carol d'Imanol Uribe
- 2002 : Piedras de Ramón Salazar
- 2003 : Carmen de Vicente Aranda
- 2008 : La conjura de El Escorial
- 2009 : Sale temps pour les pêcheurs
- 2009 : Luna caliente
- 2011 : Maktub
- 2016 : Acantilado d'Helena Taberna
- 2018 : La Maladie du dimanche de Ramón Salazar
- 2019 : Douleur et Gloire de Pedro Almodóvar
- 2020 : La Voix humaine
- 2020 : Funny Boy
- 2021 : Madres paralelas de Pedro Almodóvar
- 2023 : Strange Way of Life de Pedro Almodóvar
- 2024 : La Chambre d'à côté de Pedro Almodóvar